# تشارلز حنا
تشارلز حنا هو سياسي أمريكي، ولد في 1889، وتوفي في 1942.